# Fred Eriksson

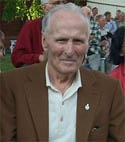
Fred Eriksson

Fred Valentin Eriksson, född  den 24 december 1914 i Håtuna socken, död den 23 maj 2007 i Storvik, var en svensk arbetarförfattare.

## Biografi
Föräldrarna var till en början statare, men lyckades 1914 få ett torp på 35 kvadratmeter under storgodset Venngarn. Tillvaron där var mycket fattig. Eriksson själv fick efter sexårig folkskola arbeta i jordbruket och vid 12 år i timmerskogen. Efter att som liten ha beundrat fadern, lämnade han tidigt hemmet efter olika kontroverser. 
Eriksson har i sitt författarskap beskrivit det egna och släktens liv och där finns också beskrivningar av Garnsviken, Lövstaholms gods och Viby gods kring Sigtuna. Föräldrarnas liv behandlas i böckerna Maria och Björn. Modern dog 54 år gammal efter att ha fött femton barn och genomgått flera missfall. Eriksson arbetade i trettio år på skildringen av henne och han betraktade Maria som sin bästa bok. I Pojken behandlar Eriksson den egna uppväxten och porträttet av fadern i Maria nyanserades i boken Björn, där han förklarade hur livets hårdhet gjort fadern till den han var. I Grindsommar är en yngre bror huvudperson.
Möjligheterna att få arbete arbete var mycket begränsade under den stora depressionen på 1930-talet och valet stod mellan att bli luffare, få ett nödhjälpsarbete eller att ta värvning. Eriksson valde det senare och var åren 1933 till 1937 stamanställd vid Norrlands dragonregemente i Umeå. I boken Basse beskrev han militärlivet med pennalismen där. Själv hävdade han sig som idrottsman och var en duktig löpare, vilket skildras i roman Löparen.     
Efter tiden vid regementet i Umeå lyckade Eriksson 1938 få anställning vid Statens Järnvägar, där han tjänstgjorde i Gästrikland och Hälsingland. Järnvägslivet berättar han om i böckerna Linjen klar och Av var och en efter förmåga. På 1940-talet gick Eriksson från att vara, enligt egen utsago politisk analfabet, till att bli marxist och medlem i kommunistiska partiet. Han var aktiv i fackföreningen och kommunalpolitiken. 
Han gifte sig 1938 med fiskardottern Elna Karlsson från Norrmjöle, vars liv skildras i Elna-Sofia. 
Eriksson tilldelades Ivar Lo-Johanssons personliga pris 1991 och Sigtuna hembygdsförenings kulturpris 2003.